# Luge de course
Pour les articles homonymes, voir Luge.
Une luge est un véhicule sur lequel on s'assied pour glisser sur la neige ou sur la glace. Elle se différencie du traîneau qui utilise une force motrice pour se mouvoir et du bobsleigh qui, lui, dispose d'un frein et d'une commande de direction.
Il s'agit d'un sport où le lugeur dévale une piste en position allongée les pieds en avant. Les premières compétitions se sont déroulées en Suisse dès 1883. C'est en 1955 que débutèrent les premiers championnats du monde et il fallut attendre encore neuf ans avant que cette discipline ne fasse partie des Jeux olympiques.

## Histoire de la luge en compétition
La luge est une discipline sur glace où le lugeur ou lugeuse se place allongé sur le dos sur la luge et les pieds en avant. Cette position diffère donc de celle du skeleton (où le pratiquant se met tête en avant), ainsi la sécurité est renforcée.
Les spécialistes peuvent atteindre des vitesses de 130 km/h[réf. nécessaire].
La luge devient sport olympique en 1964 à Innsbruck (Autriche). Au départ, ce sport dépendait de la fédération de bobsleigh mais en 1954 elle décida de créer sa propre fédération : Fédération internationale de luge de course. Les temps sont calculés en millième de seconde.
En compétition, l'épreuve se déroule en quatre manches pour les monoplaces messieurs et dames et deux manches en ce qui concerne les biplace hommes. Montée sur des patins mesurant 1,28 à 1,35 mètre de long, la coque est en fibre de verre et son poids doit être de 22 kilogrammes pour les luges simples et de 25 kilogrammes pour les luges en duo.
Trois grandes nations se partagent en général les médailles : l'Allemagne, l'Italie et l'Autriche ; les Allemands gagnent environ deux tiers des médailles.

## Principe

### Équipement du lugeur

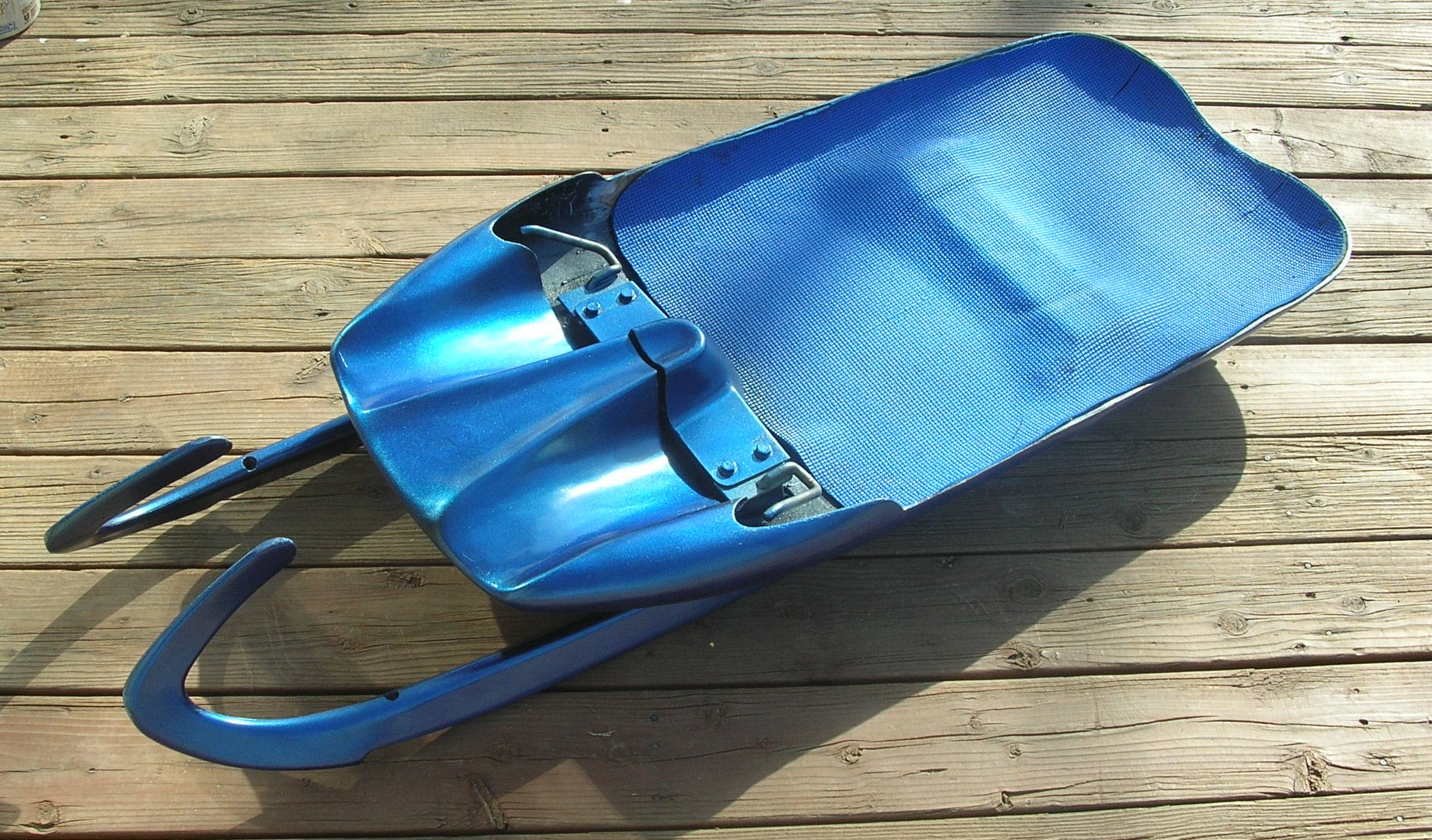
Luge artificielle, sans rails.

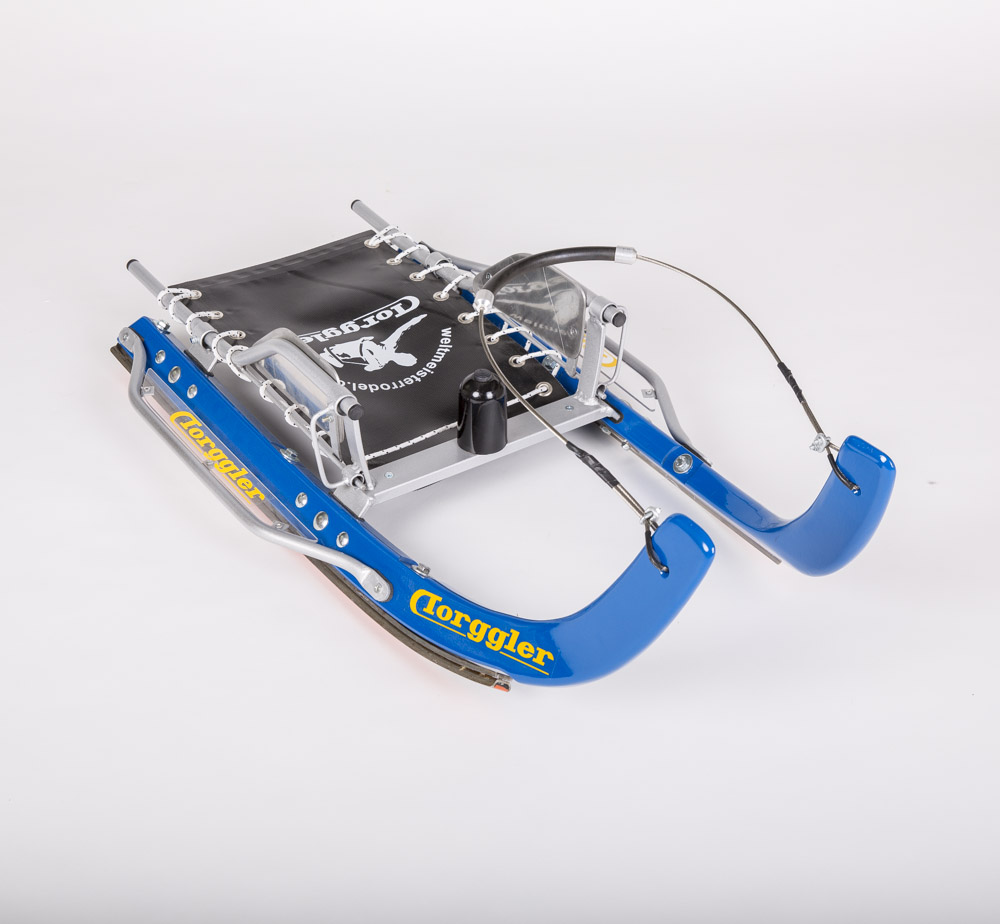
Luge « naturelle » avec une corde de direction et rails.

Le lugeur doit être équipé de divers vêtements et accessoires. Tout d'abord, il doit posséder un casque englobant sa tête pour le protéger en cas de choc, celui-ci est non intégral (aucune mentonnière) et doit être constitué de fibre, carbone et de mousse. La partie non couverte par le casque est occupée par la bulle, il s'agit d'une visière qui part du menton au front pour faciliter la vue du lugeur durant la course. La bulle est attachée au casque par une sangle souple qui se nomme l'élastique.
Durant une course, le lugeur doit revêtir une combinaison neuve ou peu usée ainsi qu'un gilet de plomb qui contient le lest. La quantité de lest est définie par le règlement de la fédération internationale de luge de course selon le poids du lugeur, permettant aux légers de compenser leur handicap. Aux épaules, il doit avoir des protections en cuir ou plastique pour absorber les chocs. Une sangle relie l'entre jambe au casque pour éviter tout choc de la tête avec la glace. Aux mains, le lugeur a des gants en cuir et serrés pour éviter que ces derniers ne s'échappent durant la phase de départ et possèdent des griffes (avec pointes d'acier) pour accélérer la vitesse au départ. Il peut également avoir un protège-dents.
Enfin, aux pieds, le lugeur doit avoir deux types de chaussons différents. Tout d'abord des chaussons d'entraînement possédant des ventouses sur la semelle pour une meilleure adhérence sur la glace (utiles dans les zones de départ et d'arrivée) et des chaussons de course qui sont lisses et généralement très peu usés.[pas clair]

### Départ

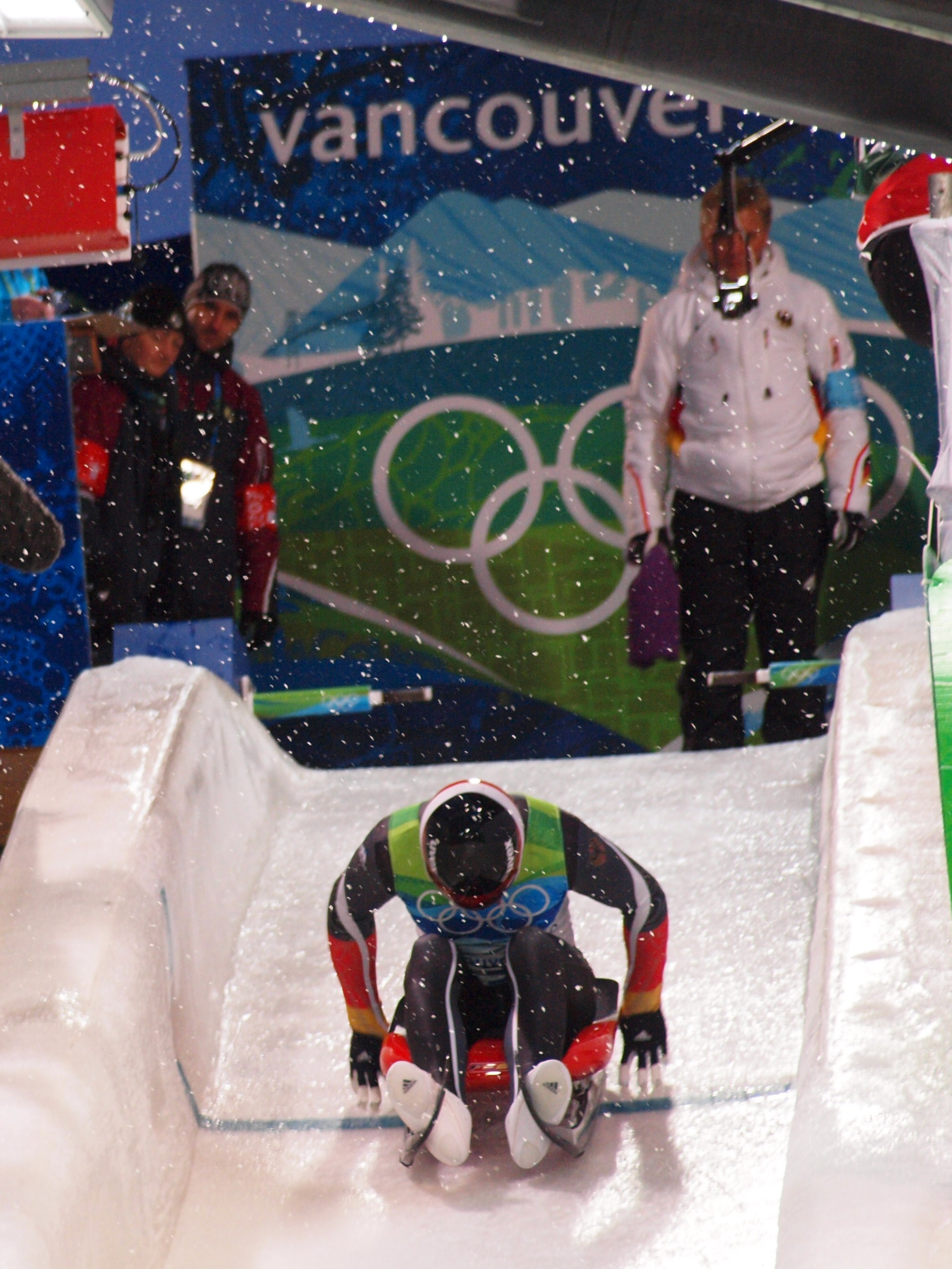
Départ d'un lugeur dans sa phase de griffes lors des Jeux olympiques de 2010.

Le départ d'un lugeur est défini en sept étapes bien distinctes. Tout d'abord, le lugeur en position de départ (en position assise sur sa luge avec les mains sur les poignées de départ) effectue une préparation c'est-à-dire qu'il se place dans l'axe de la piste et fait le vide mentalement pour se concentrer sur son objectif, puis vient l'élan, le lugeur prend de l'élan vers l'avant sans faire d'effort musculaire avant la phase de tension où en revanche il effectue une poussée maximale en arrière pour trouver l'amplitude maximale pour le meilleur effet élastique. La 4e place est l'explosion, il s'élance alors en avant pour une accélération maximale avant la sortie de poignée où il doit lâcher les poignées sans être déséquilibré ou éviter des gestes parasites, il se positionne donc en avant sur son engin pour la phase des griffes où avec ses gants munis de pointes métalliques il effectue plusieurs griffes sur la glace pour augmenter sa vitesse, enfin le départ se termine par le couché où le lugeur alors assis tout au long du processus de départ doit se positionner en position allongée en évitant de nouveau des gestes parasites.

## Pistes

### Pistes artificielles

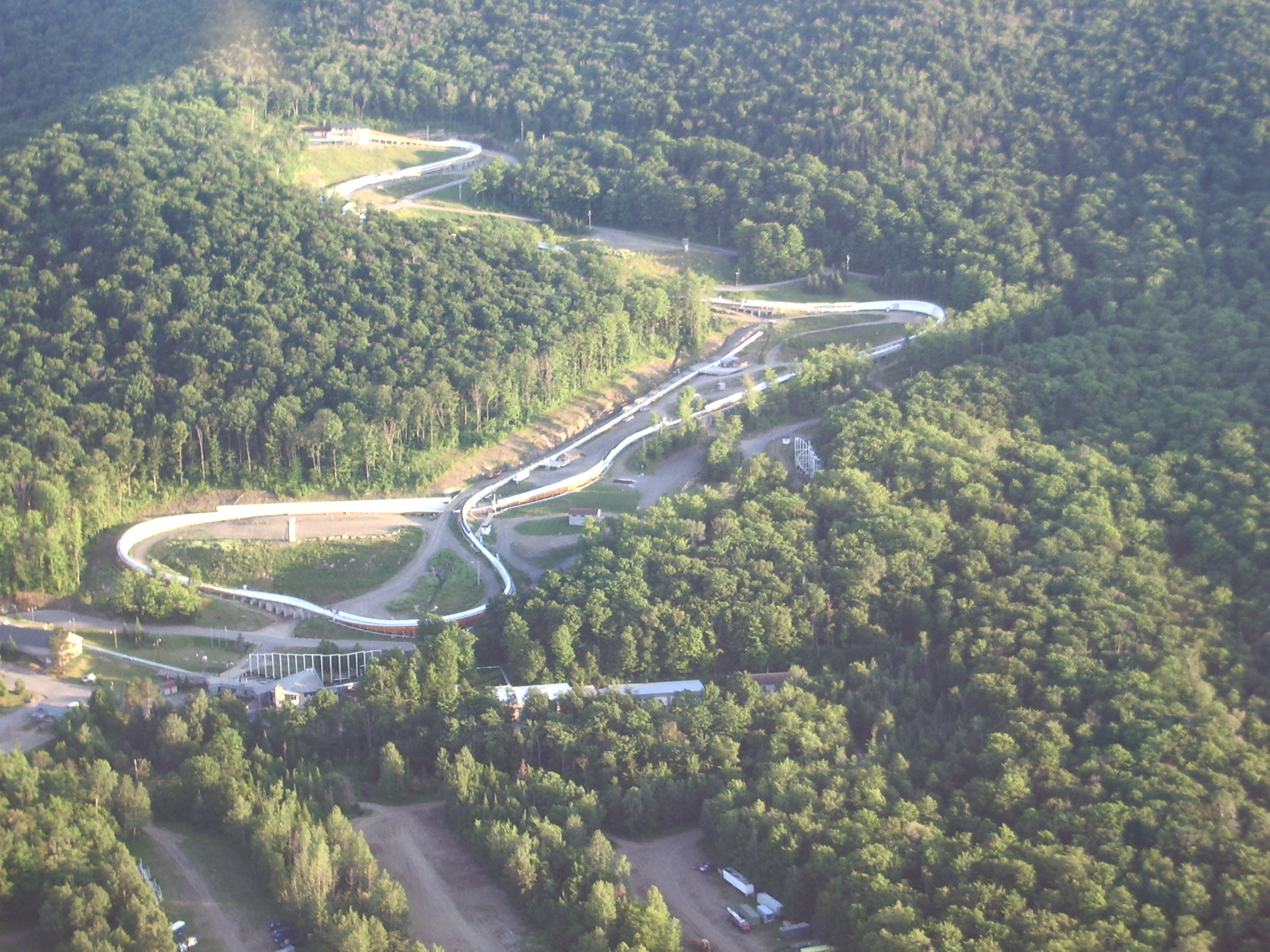
Piste de bobsleigh, luge et skeleton de Lake Placid.

Elles sont construites pour permettre de créer des trajectoires spectaculaires tout en prenant en compte la sécurité des lugeurs. La plupart disposent d'un système de réfrigération (à l'exception de Saint-Moritz) pour garder le froid sur la glace. Les pistes artificielles sont les suivantes :
- en Europe :
  -  Altenberg / Oberhof / Winterberg / Königssee.
  -  Innsbruck (JO de 1964[2] et JO de 1976).
  -  Saint-Moritz.
  -  Cesana Pariol à Cesana Torinese (JO de 2006).
  -  Grenoble (JO de 1968) / La Plagne (JO de 1992).
  -  Lillehammer (JO de 1994).
  -  Sigulda.
  -  Sarajevo[3] (JO de 1984).
- en Amérique du Nord :
  -  Lake Placid  (JO de 1980[4]) / Park City (JO de 2002).
  -  Calgary (JO de 1988) / Whistler (JO de 2010).
- en Asie :
  -  Nagano (JO de 1998) / Sapporo (JO de 1972).
  -  Alpensia (JO de 2018).

### Pistes naturelles

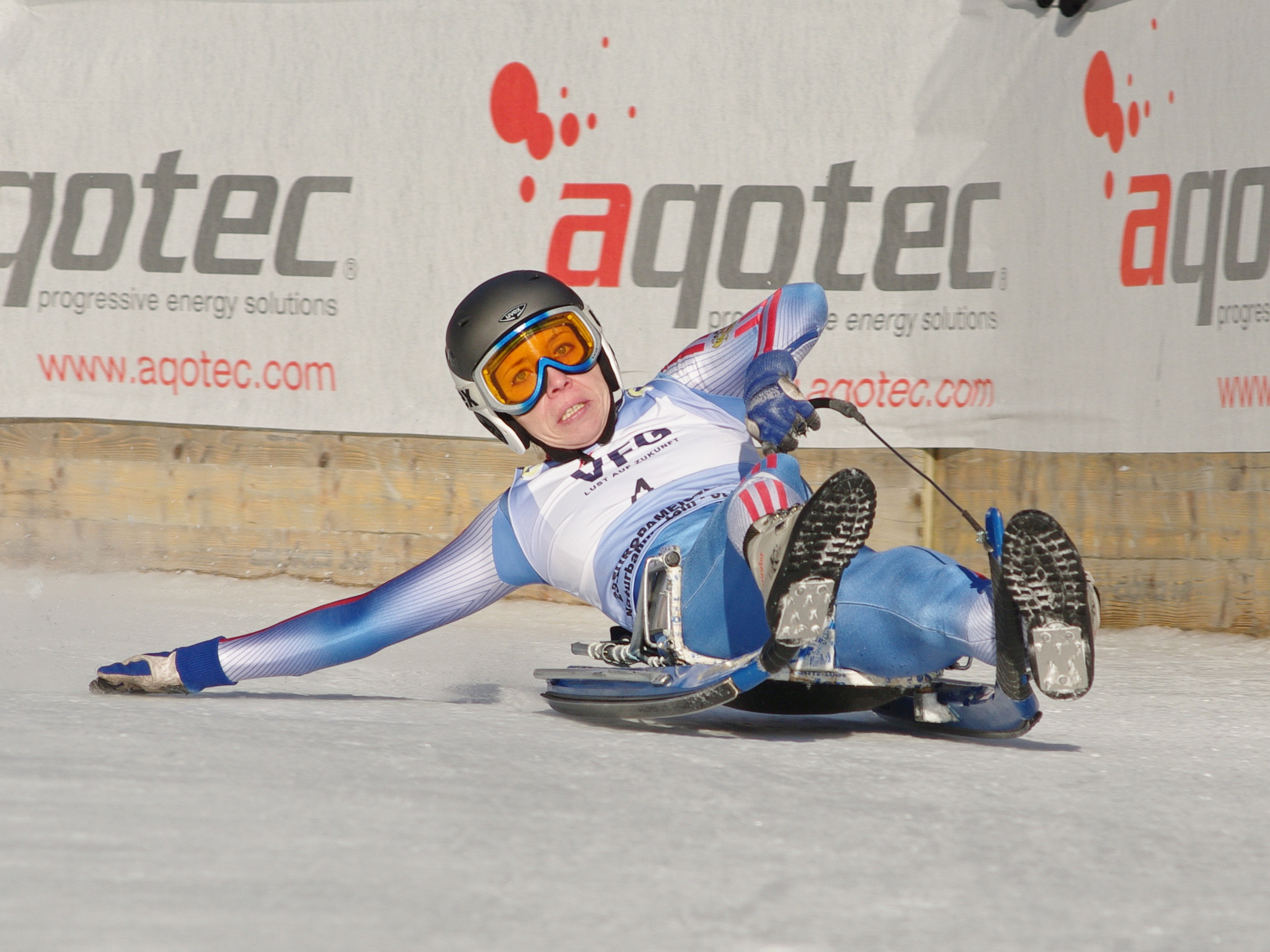
Yekaterina Lavrentjewa (RUS) luge sur les pistes naturelles.

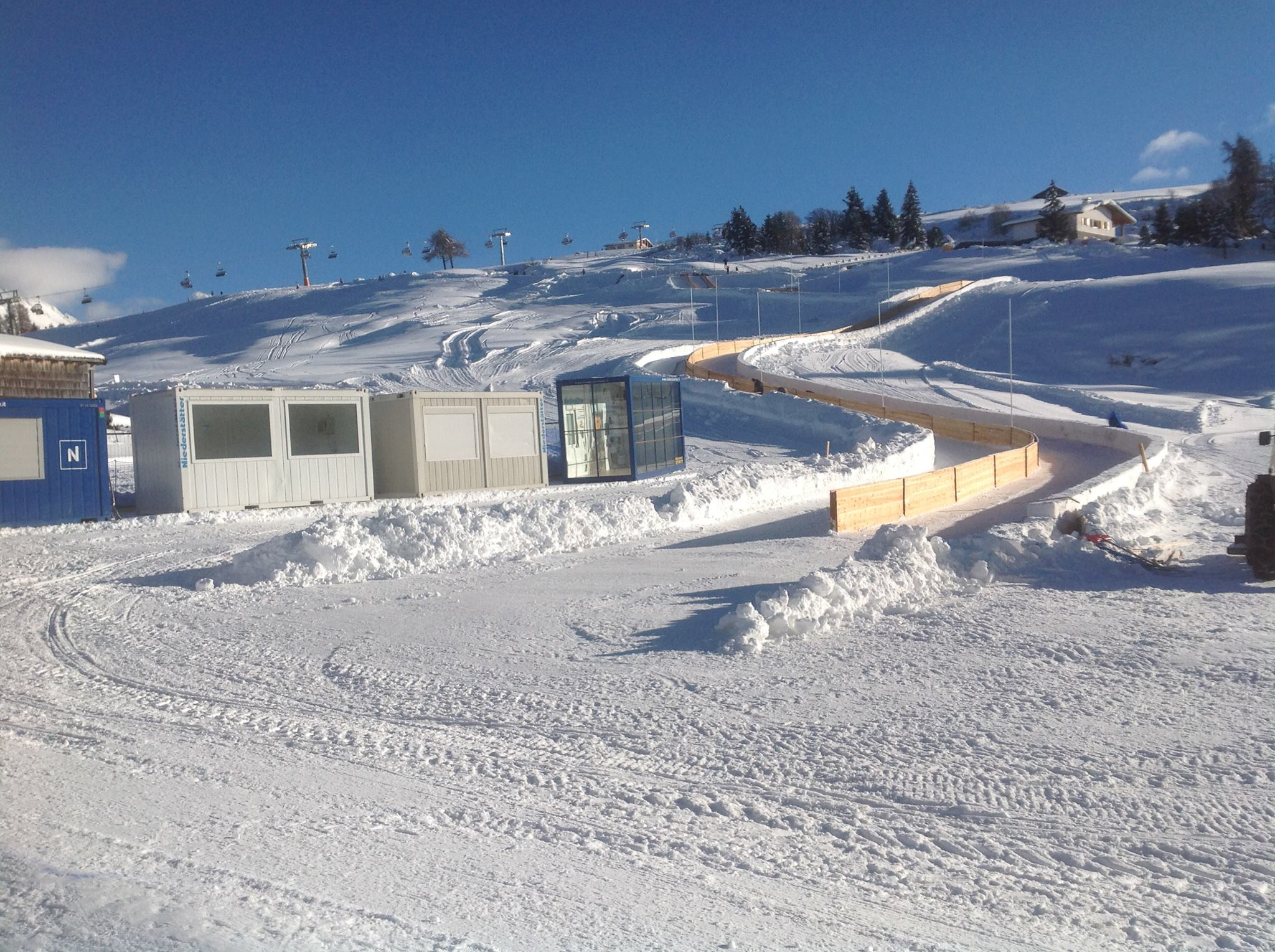
Parallel-track Seiseralm (ITA).

Les pistes naturelles sont très répandues en Autriche, Italie, Suisse, Slovénie, Allemagne, Finlande, Pologne, Nouvelle-Zélande, Canada, Suède, Norvège, Roumanie, Bulgarie, Turquie, États-Unis et Russie.
Elles sont adaptées à l'environnement et aux conditions naturelles, n'ont besoin ni de réfrigération ni de courbes artificielles. Elles sont directement dessinées sur les pentes naturelles de la montagne.

## Accidents
Le lugeur géorgien Nodar Kumaritashvili est mort en février 2010 à l'âge de 21 ans après une sortie de piste à près de 150 km/h  lors d'une séance d'entraînement des Jeux olympiques de Vancouver, ce qui constitue le premier mort dans le cadre d'une compétition officielle.